# Nannopetersius lamberti
Nannopetersius lamberti är en fiskart som beskrevs av Poll, 1967. Nannopetersius lamberti ingår i släktet Nannopetersius och familjen Alestidae. IUCN kategoriserar arten globalt som livskraftig. Inga underarter finns listade i Catalogue of Life.